# TV-året 1988

## Händelser

### Januari
- 1 januari - Vid årsskiftet 1987/1988 är 13 procent eller 475 000 hushåll i Sverige anslutna till kabel-TV.

### Februari
- 27 februari - Melodifestivalen vinns av Tommy Körberg med låten Stad i ljus.

### April
- 30 april - Eurovision Song Contest vinns av Céline Dion från Schweiz med låten Ne partez pas sans moi.

### Maj
- 3 maj - Vid en presskonferens i Stockholm meddelar de nordiska kulturministrarna att det nordiska TV-samarbetet Tele-X spruckit då det anses vara för dyrt.[1]
- 16 maj - Amerikanska ABC:s Good Morning America sänds hela veckan från Stockholm.
- Okänt datum - TV3 köper sändningsrätten till världsmästerskapet i ishockey i Sverige i april 1989 för 1 500 000 SEK.

### Juli
- 1 juli - TV-licensen i Sverige höjs med 68 SEK till 824 SEK per år. Tilläggsavgiften för färg-TV förblir 160 SEK per år.

### Augusti
- Augusti-september - Partiledarutfrågningarna inför svenska riksdagsvalet sköts av Elisabet Höglund och Christer Petersson.
- 22 augusti - Första Uutiset sänds i SVT. [2]

### September
- 12 september - TV3:s första väderflicka blir Ulrika Jonsson.

### December
- 1 december - SVT börjar sända kanalen TV4 med en blandning av programmen i Kanal 1 och TV2 i södra Finland.

## TV-program

### ABC
- 16 maj - TV-programmet Good Morning America inleder en veckolång, direktsänd, TV-serie om Sverige.[1]

### Sveriges Television
- 1 januari - Repris från 1980 av brittiska kortfilmen Plankan (The Plank)
- 1 januari - Ungdomsmagasinet Druvan med Felix Herngren, Lisa Holmqvist, Rebecca de Ruvo
- 1 januari - TV-pjäsen Måsen med Bibi Andersson, Reine Brynolfsson, Stina Ekblad, Gunilla Nyroos med flera.
- 1 januari - Repris från 1982 av TV-filmen Ivanhoe
- 2 januari - Kriminalserien Som man ropar med Tomas Norström, Göran Engman, Unni Kristin Skagestad med flera.
- 3 januari - Dokudramat Fyra dagar som skakade Sverige med Ernst-Hugo Järegård, Sven Lindberg, Helge Skoog, Lars-Erik Berenett, Allan Svensson med flera.
- 5 januari - Farsen Ta mej! Jag är din! från Fredriksdalsteatern med Nils Poppe
- 7 januari - Dramaserien Clark Kent med Gösta Engström, Ewa Fröling, Mona Seilitz, Anneli Martini med flera.
- 8 januari - Australiska miniserien Ärans svärd (Sword of Honour)
- 9 januari - Videotipset med Bengt Alsterlind
- 9 januari - Ny omgång av Här är ditt liv med Lasse Holmqvist
- 11 januari - Ny omgång av Café Wadköping med Kristin Göthe och Bodil Vesterlund Tingsby
- 12 januari - Brittiska serien Den lille vampyren (The Little Vampire)
- 12 januari - Premiär för amerikanska komediserien Alf (ALF)
- 13 januari - Ny omgång av dramaserien Träpatronerna med Rune Turesson, Ann-Marie Gyllenspetz, Gunilla Nyroos, Tommy Johnson med flera.
- 15 januari - Komediserien Guld med Lena Dahlman, Bert-Åke Varg, Bengt Andersson, Johan Rabaeus, Lis Nilheim med flera.
- 17 januari - Intervjuserien Alltid på en söndag med Annika Hagström
- 18 januari - Brittiska dramaserien Drama kring ung dansör (Have His Carcase)
- 18 januari - Ny omgång av Listan med Annika Jankell och Staffan Dopping
- 19 januari - TV-filmen Det blir bättre i vår med Pontus Gustafson, Göran Engman, Lars-Erik Berenett, Björn Gustafson
- 19 januari - Brittiska kriminalserien Ett expertvittnes död (Death of an Expert Witness) med Roy Marsden som Adam Dalgliesh vid Scotland Yard
- 20 januari - Premiär för amerikanska komediserien Våra värsta år (Married… with Children)
- 27 januari - Ny omgång av aktualitetsprogrammet 20:00 med Katarina Hultling
- 30 januari - Matlagningsprogrammet Matresan med Erik Lallerstedt
- 30 januari - Ny omgång av västtyska Kliniken (Die Schwarzwaldklinik)
- 30 januari - Premiär för Tropicopop med Thomas Gylling
- 1 februari - Caféprogrammet Café Luleå med Lasse Eriksson som programledare
- 8 februari - Repris från 1984 av serien Alice i Underlandet med Jessica Zandén och Yvonne Lombard
- 10 februari - Brittiska komediserien I nöd och lust (In Sickness and in Health)
- 11 februari - Faktaserien Världens television med Lasse Boberg och Agneta Bolme
- 14 februari - Ny omgång av Kulturen med nya programledaren Ulrika Knutson
- 16 februari - Ny omgång av Femettan med Staffan Ling
- 18 februari - TV-filmen Nya tider med Anders Lönnbro, Thomas Nystedt med flera.
- 19 februari - Amerikanska serien Mitt i vimlet - Molly Dodd (The Days and Nights of Molly Dodd)
- 22 februari - Ny omgång av Filmkrönikan med Nils-Petter Sundgren
- 1 mars - TV-pjäsen Frökens fröken med Sif Ruud, Solveig Ternström, Jan Blomberg, Anders Ahlbom med flera.
- 1 mars - Ny omgång av Plus med Sverker Olofsson
- 1 mars - Ny omgång av amerikanska kriminalserien Cagney och Lacey (Cagney and Lacey)
- 2 mars - TV-pjäsen Tunneln med Sven-Bertil Taube och Björn Gustafson
- 3 mars - Ny omgång av musikprogrammet Gig med Carin Hjulström-Livh
- 4 mars - Ny omgång av dramaserien Varuhuset med Christina Schollin, Marika Lindström, Inga Gill med flera.
- 5 mars - Norsk-svenska komediserien Flyttbyrån Pilen med Tomas von Brömssen
- 5 mars - Ny omgång av Nattsudd med Svante Grundberg och Björn Wallde
- 7 mars - Nyzeeländska TV-filmen Ring så pratar vi (Talkback)
- 8 mars - TV-filmen Behöriga äga ej tillträde med Anita Ekström, Lena T. Hansson, Maria Johansson, Lars-Erik Berenett med flera.
- 11 mars - Ny omgång av Lagt kort ligger med Magnus Härenstam
- 13 mars - Brittiska komediserien Flickornas favorit (Brush Strokes)
- 14 mars - Premiär för danska dramaserien Matador
- 15 mars - Premiär för dramaserien Xerxes med Benny Haag, Thomas Roos, Yvonne Lombard, Helge Skoog, Jan Blomberg med flera.
- 15 mars - Spanska dramaserien Hjärtats sång (Romanza final)
- 16 mars - Kriminalserien Kuriren med Anders Ahlbom, Haakon Svensson, Susanne Schelin med flera.
- 20 mars - Dokumentären En rufflares väg, om skatteflyktingen Ulf Berner
- 27 mars - 48:e och sista avsnittet av såpan Goda grannar
- 28 mars - Ny omgång av Café Sundsvall med Gnesta-Kalle (Rune Gnestadius) som programledare
- 1 april - Västtyska serien Skatten i Ingenmansland (Der Schatz im Niemandsland)
- 1 april - Amerikanska TV-filmen Flyg till månen (Rocket to the Moon)
- 3 april - TV-pjäsen Alice Babs bor inte här längre med Meta Velander, Björn Gedda, Claire Wikholm med flera.
- 4 april - Amerikanska komediserien Fresno (Fresno)
- 8 april - Serien Fräcka fredag med Malena Ivarsson.[1]
- 9 april - Ny omgång av Vi i femman med Lennart Edberg
- 9 april - Ny omgång av amerikanska deckarserien Miami Vice
- 16 april - Underhållningsserien Dizzie Tunes från Norge
- 16 april - Ny omgång av Familjen Cosby (The Cosby Show)
- 16 april - Amerikanska miniserien Blod och orkidéer (Blood and Orchids)
- 17 april - Andra omgången av brittiska komediserien Par i karriären (Executive Stress)
- 18 april - Premiär för Kafé Karlstad med Ulf Schenkmanis
- 18 april - Direktsända operan Christina med Margareta Hallin, Per-Arne Wahlgren med flera.
- 22 april - Ny omgång av I trädgårdslandet med Bertil Svensson
- 24 april - TV-pjäsen Vendetta i en etta med Johan Rabaeus, Ann Petrén, Lena Endre, Ia Langhammer med flera.
- 26 april - TV-pjäsen Sarkofagen med Anders Ahlbom, Axelle Axell, Stefan Ekman, Katarina Ewerlöf, Lis Nilheim med flera.
- 27 april - Amerikanska komediserien Hemma hos Garry (It's Garry Shandling's Show)
- 28 april - Amerikanska TV-filmen Barnum, cirkuskungen (Barnum)
- 7 maj - Ny omgång av Kryzz med Arne Hegerfors och Totte Wallin
- 7 maj - Underhållningsserien Fådda blommor med Lasse Brandeby som Kurt Olsson
- 7 maj - Västtyska kriminalfilmen Brottsplats Duisburg (Tatort - Freunde)
- 9 maj - Barnprogrammet Rutan med Ika Nord med flera.
- 9 maj - Caféprogrammet Café Falun med Ulla Zetterberg
- 10 maj - Frågesporten Minnesmästarna med Åke Strömmer
- 14 maj - Brittiska kriminalserien Kamratfesten (Gaudy Night)
- 14 maj - Amerikanska TV-filmen Sanningens pris (News at Eleven)
- 16 maj - Ny omgång av brittiska komediserien 'Allå, 'allå, 'emliga armén
- 17 maj - Kortfilmen Den elake polisen av Ulf Malmros med Micke Dubois
- 21 maj - Specialsändning av Jacobs stege från Moskva med Jacob Dahlin och Jurij Nikolajev
- 21 maj - Australiska dramaserien Den sista utposten (The Last Frontier)
- 24 maj - Andra omgången av italienska dramaserien Bläckfisken (Piovra)
- 2 juni - Repris från 1985 av miniserien Inte för vinnings skull (A Woman of Substance)
- 13 juni - Repris från 1987 av Solstollarna
- 14 juni - Ny omgång av amerikanska Dallas
- 16 juni - Brittiska dramaserien Håll drömmen levande (Hold the Dream)
- 17 juni - Ny omgång av Carl-Anton i Vita Bergen med Carl-Anton Axelsson
- 19 juni - Repris från 1976 av Sesam (Sesame Street)
- 27 juni - Ny omgång av Maktkamp på Falcon Crest (Falcon Crest)
- 1 juli - Amerikanska miniserien Iskallt mord (Doubletake)
- 2 juli - Brittiska kriminalserien En perfekt spion (A Perfect Spy)
- 2 juli - Repris från 1985 av Nöjesmassakern
- 5 juli - Underhållningsserien Sommar vid sundet med Lasse Holmqvist och gäster
- 9 juli - Västtyska dramaserien Sommar i Lesmona (Sommer in Lesmona)
- 10 juli - Brittiska kriminalserien Kalla mig Jack (Call Me Mister)
- 22 juli - Repris från 1981 av italienska dramaserien Kristus stannade i Eboli (Cristo si è fermato a Eboli)
- 26 juli - Serien Sommarauktion med Bengt Jacobsson och Gunnar Bernstrup
- 27 juli - Amerikanska miniserien Lyckans land (The Far Country)
- 30 juli - Australiska komediserien Hemma hos morsan (Mother and Son)
- 30 juli - Underhållningsserien Göta kanal med Hans Waldenström och gäster
- 5 augusti - Underhållningsserien Med nöje på Dalarö med Bosse Larsson, Jacob Dahlin, Carl-Uno Sjöblom och gäster
- 11 augusti - Nostalgiprogrammet Jag minns mitt 50-tal med Berndt Egerbladh
- 12 augusti - Amerikanska TV-filmen I själ och hjärta (As Summers Die)
- 20 augusti - Australiska Dame Edna Show med Barry Humphries
- 22 augusti - Premiär för Unga tvåan med Gila Bergqvist och Jan Trolin
- 22 augusti - Ny omgång av Femettan med Staffan Ling
- 23 augusti - Ny omgång av I trädgårdslandet med Bertil Svensson
- 24 augusti - Kanadensiska serien Anne på Grönkulla (Anne of Green Gables)
- 27 augusti - Repris från 1985 av dramaserien Åshöjdens BK
- 28 augusti - Ny omgång av Filmkrönikan med Nils-Petter Sundgren
- 29 augusti - Spanska dramaserien Lorca – en diktares död (Lorca, muerte de un poeta)
- 31 augusti - TV-pjäsen Städaren med Roland Jansson och Sten Ljunggren
- 2 september - Brittiska komediserien Chelmsford år 123 (Chelmsford 123)
- 3 september - Underhållningsserien Lörda' me' Larssons med Bosse Larsson och gäster
- 3 september - Ny omgång av amerikanska komediserien Alf
- 4 september - Barnserien Det finns folk som har svans med Eva Remaeus
- 9 september - Musikprogrammet Lönnå i tonhallen med Kjell Lönnå och gäster
- 10 september - Barnserien Charles Nonsens med Johan Hagelbäck
- 20 september - Ny omgång av Karlstad café med Ulf Schenkmanis
- 21 september - Tredje omgången av 20:00 med Katarina Hultling
- 23 september - TV-filmen Månguden med Tomas Laustiola, Per Myrberg, Agneta Ekmanner med flera.
- 25 september - Ny omgång av Mellan himmel och jord med Siewert Öholm
- 25 september - Ny omgång av amerikanska polisserien Cagney och Lacey (Cagney & Lacey)
- 26 september - Nypremiär för Landet runt med Larz-Thure Ljungdahl
- 28 september - Amerikanska serien Mannen från rymden (Starman)
- 2 oktober - TV-pjäsen En far med Thommy Berggren, Ewa Fröling, Melinda Kinnaman, Claes Månsson, Ernst Günther, Börje Ahlstedt med flera.
- 3 oktober - Dramaserien Stoft och skugga med Ewa Carlsson, Peder Falk, Kim Anderzon, Sten Ljunggren
- 4 oktober - Ny omgång av Sånt är livet med Åke Wilhelmsson, Kari Storækre och Sten Hedman
- 4 oktober - Ny omgång av Café Sundsvall med Gunnar Arvidsson som gästades av Hovsångerskan Hjördis Schymberg.
- 4 oktober - Frågesporten Djur eller hur? med Arne Weise och Carl-Uno Sjöblom
- 5 oktober - Ny omgång av Svar direkt med Siewert Öholm
- 7 oktober - Underhållningsserien Hasse och hans vänner med Hasse Andersson och gäster
- 8 januari - Ny omgång av Barnjournalen med Bengt Fahlström
- 8 oktober - Brittiska kriminalserien Rubrikernas man (Inside Story)
- 9 oktober - Ny omgång av Världsmagasinet med Eva Remaeus
- 9 oktober - TV-pjäsen Oväder med Ernst-Hugo Järegård, Per Oscarsson, Björn Gustafson, Lena T. Hansson med flera.
- 12 oktober - TV-filmen Under tiden med Maria Hedborg, Göran Ragnerstam med flera.
- 13 oktober - Amerikanska serien Läderlappen från 1966
- 13 oktober - Ny omgång av Listan med Annika Jankell
- 14 oktober - Brittiska komediserien Tak över huvudet (Home to Roost)
- 15 oktober - Ny omgång av underhållningsserien Jacobs stege med Jacob Dahlin
- 16 oktober - Ny omgång av Bullen med Martin Timell
- 16 oktober - TV-pjäsen Påsk med Gunnel Broström, Krister Henriksson, Ewa Carlsson, Jan-Olof Strandberg med flera.
- 16 oktober - Ny omgång av amerikanska komediserien Familjen Cosby (The Cosby Show)
- 20 oktober - Faktaserien Beslutsfattarna med Jan Guillou
- 21 oktober - Ny omgång av Fådda blommor med Lasse Brandeby som Kurt Olsson
- 21 oktober - Barnserien Mimmi av Viveca Lärn
- 22 oktober - Komediserien Angne & Svullo med Hans Crispin och Mikael Dubois
- 24 oktober - Amerikanska krigsserien Pluton B i Vietnam (Tour of Duty)
- 24 oktober - Ny omgång av Trafikmagasinet med Carl-Ingemar Perstad
- 26 oktober - Kriminalserien Polisen som vägrade ta semester med Per Oscarsson, Stefan Ljungqvist, Evert Lindkvist, Alf Nilsson med flera.
- 29 oktober - Ny omgång av Lagens änglar (L.A. Law)
- 30 oktober - TV-pjäsen Skärbrännaren med Johan Hedenberg och Leif Stålhammar
- 30 oktober - Ny omgång av Läslustan med Gunnar Arvidsson
- 2 november - Ny omgång av Rekord-Magazinet med Jan Guillou
- 3 november - Svepet med John Chrispinsson, Agneta Bolme och Tomas Bolme
- 4 november - Ny omgång av brittiska komediserien 'Allå, 'allå, 'emliga armén
- 6 november - TV-pjäsen VD med Ernst-Hugo Järegård, Johan Rabaeus, Helena Bergström
- 6 november - Tredje omgången av Packat & klart från Falun
- 7 november - Fransk-italienska miniserien Spel för livet (Music Hall)
- 8 november - Ny omgång av caféprogrammet Café Norrköping med Ragnar Dahlberg
- 11 november - Ny omgång av På spåret med Ingvar Oldsberg
- 12 november - Underhållningsserien Zick Zack med Bengt Bedrup, Monica Dominique, Tommy Engstrand och Pa Neumüller
- 13 november - TV-pjäsen Svart skyddsängel med Peter Kneip, Rikard Wolff och Ola Isedal
- 14 november - Dramaserien Kråsnålen med Ernst Günther, Philip Zandén, Lena Endre med flera.
- 14 november - Barnprogrammet Ika i rutan med Ika Nord
- 17 november - TV-filmen Enligt beslut, regisserad av Carin Mannheimer, med Thomas Nystedt
- 18 november - Underhållningsserien Här är Lasse med Lasse Holmqvist och gäster
- 23 november - Ny omgång av Maktkamp på Falcon Crest (Falcon Crest)
- 24 november - TV-filmen Sommarens tolv månader med Bergljót Árnadóttir, Hans Mosesson, Göran Stangertz, Pierre Lindstedt med flera.
- 26 november - Premiär för Svar i Lund
- 27 november - TV-pjäsen Tonmålaren med Philip Zandén, Yvonne Schaloske med flera.
- 27 november - Brittiska deckarserien Pulaski (Pulaski)
- 1 december - Årets julkalender är Liv i luckan med julkalendern med Staffan Ling, Bengt Andersson, Sissela Kyle, Bert-Åke Varg med flera.[3]
- 2 december - Brittiska komediserien Clarence (Clarence)
- 2 december - Amerikanska miniserien Bilarnas kung (Ford: The Man and the Machine)
- 4 december - TV-pjäsen Timmarna med Rita med Gunilla Nyroos och Lennart Hjulström
- 5 december - Ny omgång av Spanarna på Hill Street (Hill Street Blues)
- 6 december - Caféprogrammet Café Småland med Tomas Arvidsson
- 11 december - TV-pjäsen Missilen med Joel Abrahamsson, Rozita Auer, Wallis Grahn med flera.
- 13 december - Komediserien Familjen Scheedblad med Max von Sydow, Hasse Alfredson, Örjan Ramberg, Per Mattsson med flera.
- 15 december - TV-pjäsen Bara Sara med Lisen Schultz, Maria Hedborg, Helena Bergström, Niklas Falk med flera.
- 18 december - TV-pjäsen Begriper du inte att jag älskar dig med Mona Malm, Börje Ahlstedt, Solveig Ternström, Anders Ekborg med flera.
- 19 december - Brittiska dramaserien Christabel (Christabel) med Elizabeth Hurley med flera.
- 23 december - Leksakernas julafton, dubbat av Per Myrberg, Philip Zandén, Inga-Lill Andersson med flera.
- 23 december - Ny omgång av brittiska Hem till gården (Emmerdale Farm)
- 23 december - Ny omgång av brittiska komediserien Javisst, herr premiärminister (Yes, Prime Minister)
- 25 december - Ungdomsserien Dårfinkar och dönickar med Lena Strömberg, Gunnel Fred, Margreth Weivers, Lars-Erik Berenett med flera.
- 27 december - Repris från 1984 av Gäster med gester
- 27 december - Amerikanska miniserien Kärlekens villkor (Story of a Marriage)
- 30 december - Musikprogrammet Allsång med Kjell Lönnå med Kjell Lönnå

### TV3
- 2 januari - Amerikanska komediserien Vem är chefen? (Who's the Boss) med Tony Danza med flera.
- 7 januari - Amerikanska komediserien Benson (Benson)
- 12 januari - Amerikanska såpaserien Santa Barbara (Santa Barbara)
- 31 augusti - Amerikanska såpaserien Knots Landing
- 4 september - Amerikanska deckarserien Hooperman
- 4 september - Brittiska komediserien Lytton i vimlet (Lytton's Diary)
- 26 september - Amerikanska hästserien Min vän Flicka (My Friend Flicka) från 1956-1958
- 4 oktober - Premiär för sportprogrammet Arena 3 med Per-Anders Gullö
- 17 oktober - Brittiska miniserien Jack uppskäraren (Jack the Ripper) med Michael Caine
- 24 oktober - Frågesporten Noaks land med Staffan Ling
- 25 oktober - Ny omgång av såpaserien Santa Barbara
- 27 oktober - Brittiska kriminalserien Polisliv (The Bill)
- 29 oktober - Brittiska komediserien Rock it, fröken! (Roll Over Beethoven)
- 30 oktober - Nöjesprogrammet Underhållningsredaktionen med Lydia Capolicchio
- 30 oktober - Amerikanska detektivserien Mord på Manhattan (Leg Work)
- 7 november - Amerikanska actionserien Airwolf
- 18 november - Amerikanska deckarserien McCall (The Equalizer)
- 28 november - Amerikanska miniserien Död i dimma dold (Fatal Vision)
- 4 december - Hästserien Black Beauty (Black Beauty) från 1978

### Franska TV5
- 2 april - Premiär för Dopping direkt med Staffan Dopping och gäster
- 3 april - Musikprogrammet Oden Live med Cia Berg

### Sky Channel
- 28 mars - Premiär för Gomorron Skandinavien med Åke Wilhelmsson, Kari Storækre och gäster

### Syndikering
- 17 september - Seriestart, Fantastiske Max

## Födda
- 6 mars - Agnes Carlsson, svensk sångerska och dokusåpadeltagare, vinnare av Idol 2005.
- 12 september - Elina Nelson, svensk deltagare i Idol 2005.

## Avlidna
- 21 maj – Moltas Erikson, 56, svensk läkare och underhållare.[1]
- 31 juli – Trinidad Silva, 38, amerikansk skådespelare (Spanarna på Hill Street).

### Fotnoter
1. 1 2 3 4   Horisont 1988. Bertmarks
2. ↑  ”Svensk mediedatabas”. http://smdb.kb.se/catalog/search?q=Uutiset+typ%3Atv&sort=OLDEST. Läst 30 mars 2011.
3. ↑  ”Jultradition”. Arkiverad från originalet den 25 april 2012. https://web.archive.org/web/20120425112719/http://www.jultradition.se/tv.htm. Läst 26 mars 2011.